# Kế hoạch xâm lược Hokkaidō của Liên Xô
Trong Chiến tranh Xô-Nhật vào tháng 8 năm 1945, Liên Xô lên kế hoạch xâm lược hòn đảo Hokkaido, cực bắc của bốn Quần đảo chính của Nhật Bản. Nhưng trước sự phản đối của Hoa Kỳ và những nghi ngờ trong giới chỉ huy cấp cao của Liên Xô, kế hoạch đã bị hủy trước khi cuộc xâm lược bắt đầu.

## Lịch sử
Trong những ngày cuối cùng của Chiến tranh thế giới thứ hai, Liên Xô tuyên chiến với Nhật Bản, như Stalin đã bí mật đồng ý tại Tehran và Yalta. Tuyên chiến của Liên Xô là nhân tố chính dẫn đến việc Nhật Bản đầu hàng vào ngày 15 tháng 8. Mặc dù tất cả các quân Đồng minh khác, bao gồm cả Hoa Kỳ, đã đình chiến sau khi Nhật đầu hàng, Stalin vẫn ra lệnh cho quân đội của mình tiếp tục chiến đấu để chiếm thêm lãnh thổ của Nhật Bản  :28 và đưa Liên Xô vào một thế thương lượng mạnh hơn nhằm chiếm đóng Nhật Bản.:156
Hồng quân đã chiếm thành công toàn bộ đảo Sakhalin, nơi từng tranh chấp giữa Nhật Bản và Nga trong một thế kỷ và bị tranh giành trong Chiến tranh Nga-Nhật năm 1905, và đến năm 1945, nó đã bị chia ra giữa hai quốc gia (nửa phía nam Nhật Bản được gọi là tỉnh Karafuto). Sau đó, Liên Xô đánh chiếm quần đảo Kuril từ ngày 18 tháng 8, ba ngày sau khi Nhật Bản đầu hàng. Cả hai vùng lãnh thổ vẫn là một phần của tỉnh Sakhalin thuộc Nga ngày nay, nhưng vẫn còn một số cuộc tranh chấp đang diễn ra trên một số đảo thuộc quần đảo Kuril.
Trong khi lên kế hoạch cho các cuộc xâm chiếm Sakhalin và quần đảo Kuril, Liên Xô cho rằng cần phải kiểm soát Hokkaido (hoặc ít nhất là các phần của Hokkaido giáp với Biển Okhotsk) để bảo vệ các lãnh thổ mới chiếm được của họ. Tuy nhiên, Tuyên bố Potsdam của tháng trước đã lên kế hoạch rằng Nhật Bản thời hậu chiến sẽ kiểm soát bốn Quần đảo chính là Hokkaido, Honshu, Kyushu và Shikoku. Do đó, việc Liên Xô sáp nhập hoặc thậm chí chiếm đóng Hokkaido có thể sẽ gây ra sự phản đối gay gắt từ các Đồng minh khác.

## Các kế hoạch được đề xuất
Nguyên soái Liên Xô Aleksandr Vasilevsky đã hình dung ra việc chiếm nửa phía bắc của Hokkaido bằng cách đổ bộ xuống một cảng nhỏ, hẻo lánh của Rumoi và chiếm đóng mọi thứ ở phía bắc của đường ranh giới từ Rumoi đến Kushiro. Hai sư đoàn của Quân đoàn súng trường 87 sẽ được sử dụng. Các đơn vị đường không và đường biển cũng được gửi đến Sakhalin để hỗ trợ cuộc xâm lược. Ngay cả với các tàu Mỹ cho Liên Xô mượn trong Dự án Hula, Hải quân Liên Xô không có đủ không gian vận tải để chở cả hai sư đoàn từ Sakhalin trong một chuyến và vì vậy họ đã lên kế hoạch thực hiện cuộc xâm lược trong hai chuyến. Đô đốc Ivan Yumashev dự định bắt đầu cuộc đổ bộ Rumoi lúc 05 giờ ngày 24 tháng 8.
Bộ chỉ huy tối cao của Liên Xô ra lệnh rằng mặc dù nên bắt đầu tiến hành các công tác chuẩn bị hậu cần, cuộc xâm lược không nên bắt đầu nếu không có sự cho phép rõ ràng từ bộ chỉ huy.

## Hủy bỏ
Tổng thống Hoa Kỳ Harry Truman sẵn sàng chấp nhận việc Liên Xô sáp nhập quần đảo Sakhalin và quần đảo Kuril, vẫn là một phần của Nga, nhưng ông kiên quyết phản đối bất kỳ cuộc xâm lược nào của Liên Xô vào Hokkaido. Tuyên bố Potsdam dự định rằng tất cả Quần đảo chính sẽ được đầu hàng cho Tướng Douglas MacArthur của Hoa Kỳ, thay vì cho Liên Xô, và vì vậy Truman từ chối cho phép Liên Xô tham gia vào việc chiếm đóng Nhật Bản. Hơn nữa, bộ chỉ huy cấp cao của Liên Xô đã lo ngại rằng một cuộc xâm lược Hokkaido sẽ là phi thực tiễn và không thể thành công và sẽ vi phạm Hiệp định Yalta.
Cuộc xâm lược bị hủy vào ngày 22 tháng 8, hai ngày trước khi bắt đầu cuộc xâm lượng dự kiến của họ, và các lực lượng Liên Xô chuyển sang tập trung vào việc chiếm quần đảo Kuril.

## Phân tích
Các nhà sử học thường cho rằng cuộc xâm lược Hokkaido chắc sẽ không thành công. Các yếu tố bao gồm Liên Xô chỉ có số lượng nhỏ các tàu vận tải và các lực lượng mặt đất tham gia vào cuộc xâm lược và sức mạnh không quân Nhật Bản bao gồm các máy bay kamikaze để chiến đấu chống lại cuộc đổ bộ của Liên Xô. Các lực lượng Liên Xô đã bị tổn thất nặng nề trong trận Shumshu trong cuộc xâm lược quần đảo Kuril, và các nhà sử học đã thấy trước những vấn đề tương tự đang xảy ra với cuộc xâm lược Hokkaido.  
Nhà sử học Dennis Giangreco tin rằng các lực lượng Nhật Bản sẽ chống trả quyết liệt cuộc tấn công sau khi đất nước của họ đầu hàng, và các lực lượng nhỏ, được tập hợp vội vàng của Liên Xô sẽ không thể chống lại họ. Vì Liên Xô nghĩ rằng quân Nhật sẽ không chống lại cuộc đổ bộ sau khi họ đã đầu hàng, nên họ đã tập hợp một lực lượng tương đối nhỏ gồm hai sư đoàn, nhỏ hơn nhiều so với bốn tập đoàn quân dã chiến, tổng cộng khoảng 12 sư đoàn, mà Thống chế Georgy Zhukov ước tính là cần thiết cho một cuộc xâm lược toàn diện. Tuy nhiên, sau khi quân Nhật bảo vệ Shumshu một cách quyết liệt ba ngày sau khi đầu hàng, Liên Xô buộc phải xem xét lại giả định này.
Tuy nhiên, Richard B. Frank tin rằng bất chấp những khiếm khuyết nghiêm trọng của Liên Xô về năng lực vận chuyển và khả năng che chở trên không, Liên Xô có thể đã thành công vì các tuyến phòng thủ của Nhật Bản tập trung ở phía nam để đối mặt với người Mỹ, thay vì ở phía bắc để đối mặt với Liên Xô.